# Jean-Louis de Palatinat-Soulzbach
Jean-Louis de Palatinat-Soulzbach (* 12 décembre 1625 à Soulzbach; † 2 octobre 1649 à Nuremberg) est un Général suédois dans la Guerre de Trente Ans. Il est le troisième fils d'Auguste de Palatinat-Soulzbach (1582-1632) et de son épouse Hedwige de Holstein-Gottorp (1603-1657).

## Biographie
Comme troisième fils, il est très tôt destiné au service militaire. Son père et son oncle Jean-Frédéric de Palatinat-Soulzbach-Hilpoltstein sont partisans du roi de Suède et servent pendant la Guerre de Trente ans dans l'Armée suédoise, en Allemagne.
Après la Guerre, il tombe malade et va chez sa mère, à Nuremberg, où il est décédé peu après.

## Sources
- Johann S. L, Johann G. Gruber: Générale Encyclopädie des Sciences et des Arts. Section 2: H – N. Theil 21: Johann (Infant de Castilien) – Jean-de Bonites. F. A. Brockhaus, Leipzig, 1851, p. 190.